# Savanna-la-Mar
Savanna-la-Mar (più comunemente conosciuta come Sav-la-Mar, o semplicemente Sav; talvolta scritto anche Savannah-la-mar) è città portuale capoluogo e capitale della Parrocchia di Westmoreland (contea di Cornwall), in Giamaica. È situata nella costa occidentale del paese, a breve distanza dal centro balneare di Negril.
Secondo il censimento del 2001 la sua popolazione ammonta a 16.340  persone; il dato aggiornato al 2007 fa salire il numero stimato degli abitanti a 18.829 (19.427 secondo una stima aggiornata al 2010.

## Storia
Come città costiera dispone di una fortificazione risalente al XVIII secolo in difesa dagli attacchi della pirateria. Fu fondata dagli spagnoli nel 1730 e chiamata Savanna-la-mar, che significa "pianura accanto al mare".
È divenuta un importante centro turistico e, come sede satellitare della vicina Negril, è sede di impianti sportivi. Fra i suoi edifici storici sono inclusi quelli delle maggiori scuole della Giamaica, fra cui la Manning School.

### Gli uragani
Il luogo è noto per essere stato al centro di tre memorabili uragani che l'hanno danneggiata fortemente. Il primo evento atmosferico si ebbe poco dopo l'edificazione della città, nel 1748, e causò la quasi totale distruzione delle case. Un altro uragano si ebbe poi nel 1780, e fu accompagnato da un fenomeno di alta marea che spinse le navi all'àncora ad incagliarsi fino ai boschi dell'immediato entroterra.
Un terzo uragano colpì Savanna-la-Mar nel 1912. L'uragano del 1780 che distrusse completamente la città, è passato alla storia come Savanna-la-Mar hurricane.

## Cultura

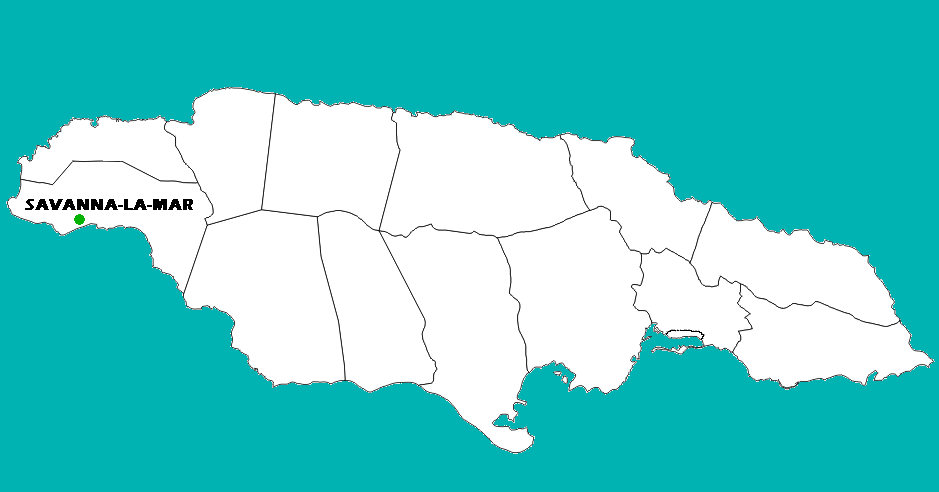
Mappa della Jamaica

Il nome di Savanna-la-Mar è stato citato da Bob Dylan nella canzone Sara (dedicata alla ex-moglie Sara Lownds), inserita nell'album discografico del 1976 Desire:

## Sport

### Calcio
Una delle principali società calcistiche cittadine è il Reno Football Club, vincitore di tre campionati e due coppe nazionali.